# Piravom
Piravom ( പിറവം) ist eine Stadt im Distrikt Ernakulam und ein Vorort von Kochi im indischen Bundesstaat Kerala. Es liegt etwa 30 km südöstlich des Stadtzentrums von Kochi und etwa 40 km nördlich von Kottayam. Piravom ist berühmt für historische Hindu-Tempel und syrisch-christliche Kirchen und gilt als Geburtsort von Adi Shankara. Die Stadt liegt 20 km von Muvattupuzha entfernt. Piravom liegt an der Grenze zwischen zwei Distrikten, Ernakulam und Kottayam.
Piravom hat ein Flussufer, grüne Hügel und Reisfelder. Die Stadt liegt am Ufer des Flusses Muvattupuzha. Die Hindustan News Print Limited (HNL) befindet sich in Velloor in der Nähe von Piravom. Das Panchayat war für einen kurzen Zeitraum von etwa zwei Jahren eine Gemeinde, bevor es 1992 in ein Panchayat mit Sonderqualität umgewandelt wurde. Die Regierung von Kerala machte Piravom Panchayat 2015 wieder zu einer Gemeinde.
Die Landesregierung und die Greater Cochin Development Authority (GCDA) planen, Angamaly, Perumbavoor, Piravom und Kolenchery im Distrikt Ernakulam; Mala und Kodungallur im Distrikt Thrissur; Thalayolaparambu und Vaikom in Kottayam und Cherthala im Distrikt Alappuzha innerhalb der Metropolgrenzen von Kochi aufzunehmen. Die neu gebildete Metropole würde einer neuen Behörde namens Kochi Metropolitan Regional Development Authority unterstellt.

## Geschichte
Piravom war Teil des ehemaligen Königreichs Vadakkumkoor, bis es vom Königreich Travancore erobert wurde, das jetzt mit dem Bundesstaat Kerala verschmolzen ist. Der nördliche Travancore besteht aus Nordparavur, Aluva, Angamaly, Perumbavoor, Muvattupuzha, Koothattukulam, Kizhakkambalam und Kothamangalam im Distrikt Ernakulam.
Das Panchayat war für einen kurzen Zeitraum von etwa zwei Jahren eine Gemeinde gewesen, bevor es 1992 nach der Skepsis, dass eine Gemeinde einen höheren Steuersatz und eine komplexere Bauordnung anziehen würde, wieder in ein Panchayat umgewandelt worden. Die Gemeinderäte haben jedoch jetzt die Befugnis, den Steuersatz festzusetzen, während die Bestimmungen der Bauvorschriften bereits für Panchayats der Sonderklasse gelten. Das Panchayat hatte einen einstimmigen Beschluss für die Erhebung gefasst. Im Jahr 2015 erhob die Regierung von Kerala Piravom Panchayat zusammen mit mehreren anderen Städten in Kerala zu einer Gemeinde.
Die Drei-Könige-Kirche in Piravom hat eine sehr tiefe Geschichte, die aus der Geburt Jesu stammt. Es wurde angeblich zum Gedenken an den Besuch der drei biblischen Magier auf dem Weg zum Besuch des neuen Babys in der Krippe gegründet.

## Persönlichkeiten
- Sinimole Paulose (* 1983), Mittelstreckenläuferin